# Levels
Levels är en singel av den svenska discjockeyn Avicii. Den släpptes officiellt den 28 oktober 2011 men hade funnits på Youtube redan från våren 2011. Levels var mycket omtalad och efterlängtad och blev genast en hit över hela världen. Låten debuterade på sjätte plats i Sverige den 11 november och tog sig upp på första plats den tredje veckan där den sedan låg kvar i fyra veckor. I januari 2012 toppade låten listan ytterligare fem veckor i rad vilket gjorde att den låg etta i 9 av 10 veckor i rad. Vid den 24 februari 2012 hade låten legat på topp 5 placeringar i 15 veckor i rad.
Låten innehåller samplad sång från "Something's Got a Hold on Me" med Etta James.
Levels, inklusive Etta James sång, samplades 2011 i låten Good Feeling med Flo Rida redan innan Levels officiellt släppts.
Vid Grammisgalan 2011 som hölls den 14 februari 2012 vann låten en Grammis som "Årets låt".
Låtens musikvideo laddades upp på YouTube den 29 november 2011 och hade visats 750 miljoner gånger den 16 juli 2025.

## Listplaceringar
| Lista (2011)   | Topplacering |
| -------------- | ------------ |
| Australien     | 24           |
| Belgien        | 4            |
| Bulgarien      | 30           |
| Danmark        | 3            |
| Finland        | 10           |
| Frankrike      | 14           |
| Irland         | 3            |
| Italien        | 4            |
| Kanada         | 36           |
| Nederländerna  | 3            |
| Norge          | 1            |
| Nya Zeeland    | 14           |
| Portugal       | 27           |
| Schweiz        | 5            |
| Spanien        | 28           |
| Storbritannien | 4            |
| Sverige        | 1            |
| Tyskland       | 6            |
| USA            | 60           |
| Österrike      | 4            |